# Arrondissement di Pamiers
L'arrondissement di Pamiers è un arrondissement dipartimentale della Francia situato nel dipartimento dell'Ariège, nella regione Occitania.

## Storia
Fu creato nel 1800 sulla base dei preesistenti distretti. Soppresso nel 1926, fu ricostituito nel 1942.

## Composizione
L'arrondissement è composto da 115 comuni raggruppati in 7 cantoni:
- cantone di Le Fossat
- cantone di Le Mas-d'Azil
- cantone di Mirepoix
- cantone di Pamiers-Est
- cantone di Pamiers-Ovest
- cantone di Saverdun
- cantone di Varilhes

| Controllo di autorità | VIAF (EN) 147913292 · LCCN (EN) n96012401 · J9U (EN, HE) 987007537816705171 |